# 長代聡之介
長代 聡之介（ながしろ そうのすけ、1975年1月22日 - ）は、日本の男性ナレーター・声優。所属事務所はMC企画。
18年間在籍していた大阪テレビタレントビューローが2018年3月31日をもって解散した為、同年4月1日にMC企画へ移籍した。

## 出演

### 番組ナレーション
現在放送中
- ルアルアチャンネル（サンテレビ・テレビ神奈川）
- 福丸がゆく（ベイ・コミュニケーションズ）

過去の出演作品
- 宝塚ことはじめ（CS宝塚チャンネル）
- ソウルスピーカー（KBS他）
- 瓶太のあなたの町におじゃまします！（ベイ・コミュニケーションズ）
- パンチ佐藤のニッポン元気ふれあい旅（スカイA）

### ゲーム
- SNK VS. CAPCOM SVC CHAOS（2003年、マイク・バイソン）
- ザ・キング・オブ・ファイターズシリーズ（2003年 - 2022年、アッシュ・クリムゾン、斎祀、ホア・ジャイ） - 6作品[一覧 1]

### Webアニメ
- The King of Fighters: Another Day（2005年、アッシュ・クリムゾン）

### テレビCM
- 関電SOS（顔出し・お父さん役）
- ワコール（ナレーション）
- 学校法人西沢学園（肺魚役、さかさなまず役、なまずのなまちゃん役（声））
- スパワールド（ナレーション）
- 京奈和自動車道（キャラクターボイス）

### ナレーション・CM
- 吉川元春館跡館内VP（吉川元春役）
- 明治製菓ありがとうキャラバン・影アナ（カールおじさんの声）
- スーパーLIFE・館内放送（ナレーション）
- 蒜山高原ジョイフルパークキャラクターショー（ビービー・モジョーの声）
- 赤穂市ごみ処理施設見学者用VP（ナレーション）
- 大阪電気通信大学VP（ナレーション）

### ラジオCM
- J･S･B
- いろは旅館
- サバーファーム
- JA淡路
- ニッポンハム
- NTTドコモ
- 香川銀行
- ダンロップ
- 神戸トヨペット

他多数

### ラジオドラマ
- メディテラス・サウンド・コラージュ（Kiss FM KOBE）ジャン・リュック・テイラー役

### シリーズ一覧
1. ↑  『2003』（2003年）、『XI』（2005年）、『XII』（2009年）、『XIII』（2010年）、『ALLSTAR』[1][2]（2019年 - 2020年）、『XV』[3]（2022年）